# 3 Pułk Grenadierów (Cesarstwo Niemieckie)
3 Pułk Grenadierów im. Króla Fryderyka Wilhelma II (2 Wschodniopruski) (niem. Königlich-Preußisches Grenadier-Regiment Friedrich Wilhelm II (2. Ostpreussisches) Nr. 3) – pułk piechoty niemieckiej.
Sformowany 18 sierpnia 1685  w cytadeli Wesel (Zitadelle Wesel).
W wyniku mobilizacji, w sierpniu 1914 pułk osiągnął gotowość bojową i w składzie 2 Brygady Piechoty 1 Dywizji został wysłany na front wschodni.

## Okresy w historii pułku
Historycy wyróżniają kilka okresów w historii 3 pgern. im. Króla Fryderyka Wilhelma II:
- pułk za Wielkiego Elektora (do 1688)
- pułk za króla Fryderyka I (1688–1713)
- pułk za króla Fryderyka Wilhelma I (1713–1740)
- pułk za króla Fryderyka II (1740–1786)
- od śmierci króla Fryderyka II do kongresu wiedeńskiego (1788–1815)
- od kongresu wiedeńskiego do proklamowania II Rzeszy (1815–1871)
- pułk w okresie II Rzeszy (1871–1914)
- pułk podczas I wojny światowej (1914–1918)
  - stacjonował w garnizonie: Königsberg (pol. Królewiec).
  - walczył w ramach I Korpusu Armii Niemieckiej.

## Honorowi szefowie pułku

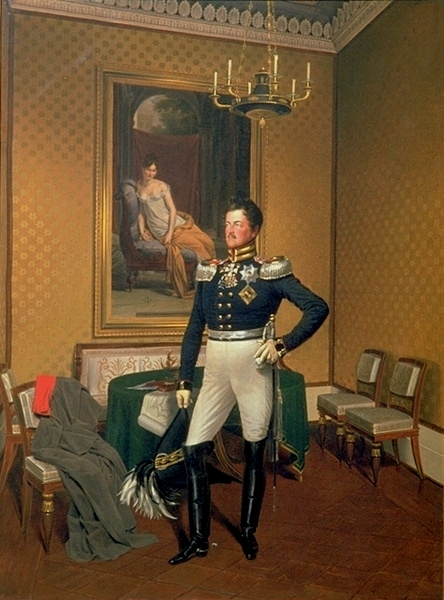
1807–1843 Generał piechoty August Hohenzollern
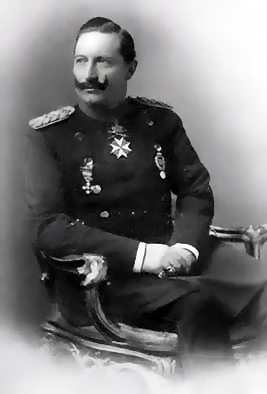
1901–1919 Cesarz i król Wilhelm II Hohenzollern